# Embuild
Embuild, tot 2022 Confederatie Bouw, is een Belgische lobbygroep die de belangen van de bouwsector behartigt. In 2022 veranderde de federatie haar naam van 'Confederatie Bouw' naar Embuild.

## Geschiedenis
Embuild werd in 1946 onder de naam Nationale Confederatie van het Bouwbedrijf (NCB) opgericht door een aantal bouworganisaties en reeds bestaande lokale en regionale lobbygroepen met het doel de belangen van de Belgische bouwsector te behartigen. De focus lag in het ondersteunen van bouwbedrijven in juridische, administratieve en economische kwesties.
In de loop der jaren breidde de organisatie zich uit en werd het een belangrijke speler in de Belgische bouwsector. Ze nam deel aan het opstellen van wetgeving en beleid dat de bouwsector beïnvloedde, waaronder sociale wetgeving, arbeidsomstandigheden en milieuvereisten. Gedurende de jaren 1980 en 1990 breidde de federatie haar diensten verder uit met onder andere sociaal-juridisch advies en opleidingsprogramma’s, en groeide ze uit tot de voornaamste vertegenwoordiger van bouwbedrijven in België.
In 2022 verhuisde de organisatie naar een nieuw hoofdkantoor in Brussel, genaamd The HUBB (House of Belgian Builders).